# 소흑산국민학교 대풍분교
소흑산국민학교 대풍분교는 대한민국 전라남도 신안군에 있었던 공립 초등학교이다.

## 학교 연혁
- 1960년 3월 14일 소흑산국민학교 대풍분교장 설립 인가
- 1960년 4월 1일 소흑산국민학교 대풍분교 개교
- 1967년 4월 1일 도서벽지학교 '갑'급 지정
- 1975년 8월 1일 도서벽지학교 '갑'급 재지정
- 1979년 2월 1일 도서벽지학교 '갑'급 재지정
- 1982년 3월 1일 도서벽지학교 '갑'급 재지정
- 1986년 1월 1일 도서벽지학교 '가'급 조정
- 1995년 9월 1일 폐교 및 소흑산국민학교 통폐합